# Otto Gessler
Otto Karl Gessler (ou Geßler) (6 de fevereiro de 1875 – 24 de março de 1955) foi um político alemão liberal durante a República de Weimar. De 1910 até 1914, foi prefeito de Regensburg e de 1913 a 1919 prefeito de Nuremberg. Serviu em numerosos gabinetes de Weimar, mais notavelmente como Reichswehrminister (Ministro da Defesa) de 1920 a 1928.

## Primeiros anos
Otto Karl Gessler nasceu em 6 de fevereiro de 1875 em Ludwigsburg no Reino de Württemberg como filho do suboficial Otto Gessler e sua esposa Karoline (nascida Späth). Terminou a escola em 1894 com o Abitur no Humanistisches Gymnasium em Dillingen an der Donau. Estudou direito em Erlangen, Tübingen e Leipzig e recebeu seu doutorado lá em 1900. Inicialmente, trabalhou para o serviço judicial de Leipzig. Depois mudou-se para a Baviera e serviu em várias posições no judiciário bávaro (1903 escrivão no Ministério da Justiça da Baviera, 1904 promotor em Straubing, 1905 Gewerberichter em Munique) antes de mudar para a administração pública. Em 1903, Gessler casou-se com Maria Helmschrott (morreu em 1954).

## Carreira política

### Império e República de Weimar
Gessler foi prefeito de Regensburg de 1910 a 1914 e lorde-prefeito de Nuremberg de 1913 a 1919. Devido à mobilidade reduzida por causa de uma deficiência, não serviu durante a Primeira Guerra Mundial. Chefiou com sucesso a administração municipal de Nuremberg nos anos de guerra e contribuiu para o fato de que não houve tomadas esquerdistas em Nuremberg e na Francônia no período imediato após a guerra durante a Revolução Alemã de 1918-19.
Gessler estava próximo de Friedrich Naumann e tornou-se um dos fundadores do DDP em novembro de 1918. Em outubro de 1919, foi nomeado como Reichsminister für Wiederaufbau (Ministro para a Reconstrução) no gabinete de Gustav Bauer. Gessler não era um firme apoiador da nova república, descrevendo-se como um "republicano por razão" apenas.
Após o Putsch Kapp-Lüttwitz em março de 1920, assumiu o cargo de Reichswehrminister (Ministro da Defesa) de Gustav Noske, que foi forçado a renunciar como resultado do putsch.
Gessler manteve essa posição pelos próximos oito anos, apesar das numerosas mudanças de governo. Como Reichswehrminister trabalhou estreitamente com o Chef der Heeresleitung Hans von Seeckt na criação da Reichswehr e transformando-a em um exército moderno. Gessler não via seu papel como controlar os militares, mas sim em cooperar com o estado-maior militar, que por sua vez via a posição da Reichswehr como um "estado dentro do estado" independente e autônomo. De 1920 a 1924, Gessler também foi membro do Reichstag.
Gessler desempenhou um papel fundamental no Outubro Alemão de 1923. Ele e o premier de esquerda do SPD da Saxônia Erich Zeigner, um crítico declarado da Reichswehr, compartilhavam uma antipatia mútua. Gessler e elementos conservadores consideravam os governos saxão e turíngio suspeitos devido à sua dependência do Partido Comunista para uma maioria parlamentar. As tensões cresceram ao longo de agosto e setembro conforme confrontos públicos aumentaram e Gessler cortou contato com Zeigner. No início de outubro, pediu que o governo federal exercesse seus poderes de emergência, concedidos em resposta à crise econômica em curso e ocupação do Ruhr, para depor o governo estadual. No interim, entregou o poder executivo aos comandantes da Reichswehr nos dois estados, que baniram reuniões públicas e assumiram controle da polícia estadual. Ao mesmo tempo, Gessler procurou evitar confronto com o governo bávaro ultraconservador, que estabeleceu uma quase-ditadura nos últimos meses do ano e era conhecido por estar tramando um putsch contra Berlim. O KPD estava de fato planejando um levante nacional, e como preparação entrou em governo de coalizão tanto na Saxônia quanto na Turíngia ao lado do SPD. No entanto, após uma conferência conjunta em Chemnitz em 21 de outubro indicar nenhum desejo nem mesmo por uma greve geral entre a esquerda, os planos foram cancelados. Ainda assim, o Chanceler Gustav Stresemann e o gabinete foram convencidos para o lado de Gessler e aprovaram a ação; o estado foi ocupado pela Reichswehr em 22 de outubro.
Cinco dias depois, exigiram a formação de novos governos tanto na Saxônia quanto na Turíngia sem os Comunistas ou então seriam depostos e comissários do Reich instalados para governar os estados. Enquanto o premier turíngio August Frölich concordou em renunciar, Zeigner recusou, declarando que apenas o parlamento estadual tinha autoridade para forçar uma mudança de governo. O gabinete federal solicitou e recebeu aprovação do Presidente Friedrich Ebert em 29 de outubro para depô-lo. Esta intervenção, combinada com a falta de ação contra o governo bávaro rebelde, levou o SPD a ameaçar sair do gabinete. Gessler encorajou sua partida, declarando que sua presença continuada incitava ainda mais os bávaros à ação; uma "solução negociada" só poderia ser alcançada com eles fora do cenário. O historiador Heinrich August Winkler descreveu sua posição como "nada menos que uma capitulação parcial" ao regime bávaro. O grupo parlamentar do SPD votou para se retirar do gabinete, e o governo minoritário remanescente caiu menos de um mês depois, encerrando o mandato de Stresemann como Chanceler.
De outubro a dezembro de 1925, Gessler também serviu como Ministro do Interior provisório e em maio de 1926 foi Vice-Chanceler da Alemanha por alguns dias. Em janeiro de 1927, o DDP votou contra trabalhar com a coalizão do gabinete de Wilhelm Marx. Para manter sua posição como Ministro da Defesa, Gessler deixou o partido.
Após a acusação de anomalias financeiras em seu ministério associadas ao rearmamento secreto da Reichswehr (também conhecido como O Caso Lohmann) Gessler foi forçado a renunciar em janeiro de 1928.
De 1928 a 1933, foi presidente do Volksbund Deutsche Kriegsgräberfürsorge (Comissão Alemã de Sepulturas de Guerra) e do Bund für die Erneuerung des Reiches. De 1931 a 1933, Gessler foi presidente do Verein für das Deutschtum im Ausland (VDA, hoje Verein für Deutsche Kulturbeziehungen im Ausland).

### Após 1933
Após a Machtergreifung dos nazistas em 1933, retirou-se da política, em parte devido a problemas de saúde, e a princípio viveu em reclusão em Lindenberg im Allgäu. Mais tarde na Segunda Guerra Mundial, no entanto, tornou-se membro do grupo de resistência em torno de Franz Sperr, teve contatos com o Círculo de Kreisau, foi incluído nos planos de 1944 da resistência, e, no caso de o golpe ter sucesso, estava destinado a ser comissário político no Distrito Militar VII (Munique) no gabinete sombra do General Ludwig Beck e Carl Friedrich Goerdeler. Foi nomeado em documentos de Claus von Stauffenberg e foi preso dois dias após a tentativa de assassinato de Adolf Hitler de 20 de julho de 1944. Foi detido e torturado no campo de concentração de Ravensbrück e depois mantido em várias prisões de Berlim até sua libertação em fevereiro de 1945.
Após o fim da Segunda Guerra Mundial, Gessler envolveu-se em organizações humanitárias. Em 1949, tornou-se presidente da Cruz Vermelha da Baviera (cargo que manteve até sua morte) e em 1950 presidente da Cruz Vermelha Alemã. Foi fundamental na reconstrução pós-guerra da organização, servindo como presidente até 1952.
De 1950 a 1955, Gessler foi membro do senado bávaro.

## Morte e legado
Gessler morreu em 24 de março de 1955 em Lindenberg im Allgäu. Em 1958, suas memórias Reichswehrpolitik in der Weimarer Zeit foram publicadas postumamente.
O hospital em Lindenberg recebeu o nome de Gessler.